# Косецька
Ко́се́цька — річка в Україні, в межах Шепетівського району Хмельницької області. Ліва притока Цвітохи (басейн Прип'яті). 

## Опис
Довжина 19 км, площа водозбірного басейну 74,5 км². Річка типово рівнинна, з мулистим дном і місцями (в пониззі) заболоченою заплавою. Долина у верхній течії порівняно вузька, нижче — розлога й неглибока. Річище слабозвивисте. Споруджено декілька ставків (найбільші — між селами Судилків і Лозичне). 

## Розташування
Косецька бере початок на північ від села Серединці, серед північних схилів Подільської височини. Тече спершу на північ, від села Судилків і до гирла — на північний захід. Впадає до Цвітохи на північний захід від міста Шепетівки. 
Річка протікає через північну частину Шепетівки.